# Пролећна изложба УЛУС-а (1993)
Пролећна изложба УЛУС-а (1993) је трајала од априла до августа 1993. године. Одржана је у галеријском простору Удружења ликовних уметника Србије односно у Уметничком павиљону "Цвијета Зузорић", у Београду, у периоду од 15. априла до 5. маја; У Приштини у Галерији "Боро и Рамиз" у периоду од 13. до 23. маја; У Подгорици, у Галерији "Несврстаних земаља", од 23. маја од 13. јуна; затим у периоду од 18. јуна до 4. јула у Нишу, у Галерији Савремене уметности и у Новом Саду, у Галерији СПЕНСА, у периоду од 15. јула до 3. августа.

## О изложби
Ова изложба је под покровитељством Министарства за културу Републике Србије и секретаријата за културу града Београда.
На овој изложби су додељене следеће награде:
- Златна палета - Милутин Копања
- Златно длето - Сава Халугин
- Златна игла - Зоран Марјановић

## Излагачи

### УЛУС

#### Сликарство
1. Срђан Алексић
2. Горан М. Бабић
3. Мирна Бацковић
4. Братислав Башић
5. Здравко Велован
6. Драган Гајер
7. Данијел Глид
8. Сретко Дивљан
9. Зоран Димовски
10. Вера Ђенге
11. Симон Ђермановић
12. Душан Ђокић
13. Зоран Ђорђевић
14. Стојанка Ђорђић
15. Синиша Жикић
16. Светлана Златић
17. Ненад Илић
18. Владимир Јанковић
19. Дивна Јеленковић
20. Снежана Јовчић
21. Марија Кнежевић
22. Милица Којчић
23. Милутин Копања
24. Александра Ковачевић
25. Славенка Ковачевић
26. Милан Краљ
27. Мирјана Крстевска Марић
28. Каћа Љубинковић
29. Бојана Максимовић
30. Здравко Милинковић
31. Предраг-Пеђа Миличевић
32. Момчило Митић
33. Љиљана Мићовић
34. Жељка Момиров
35. Јасна Николић
36. Божидар Плазинић
37. Драган Перић
38. Душан Д. Петровић
39. Миломирка Петровић Ђокић
40. Данка Петровска
41. Ставрос Поптсис
42. Александра Ракоњац
43. Бранко Раковић
44. Александар Рафајловић
45. Владимир Рашић
46. Драган Рачић
47. Свијетлана Салић
48. Виолета Самарџић
49. Рада Селаковић
50. Драгољуб Станковић
51. Раде Станковић
52. Јовица Стевановић
53. Мића Стоиљковић
54. Горан Стојиљковић
55. Марија Стошић
56. Станка Тодоровић
57. Бранко Цветковић
58. Гордана Чекић
59. Босиљка Шипка

#### Графика
1. Слободан Бојовић
2. Владимир Влајић
3. Милка Вујовић
4. Веселин Вукашиновић
5. Биљана Вуковић
6. Звонко Грмек
7. Миленко Дивјак
8. Милица Жарковић
9. Бранимир Карановић
10. Небојша Лазић
11. Милан Лакић
12. Ранка Лучић Јанковић
13. Зоран Марјановић
14. Душан Ђ. Матић
15. Славко Миленковић
16. Миодраг Млађовић
17. Драган Момиров
18. Мирјана Обрадовић
19. Александар Расулић
20. Владимир Ристивојев
21. Љиљана Стојановић
22. Невенка Стојсављевић
23. Ђорђе Стојановић
24. Никола Царан
25. Бранислав Фотић

#### Вајарство и цртеж
1. Никола Богдановић
2. Радомир Бранисављевић
3. Срђан Вукајловић
4. Габријел Глид
5. Милан Т. Марковић
6. Вукашин Миловић
7. Весна Милојковић
8. Светозар Мирков
9. Рајко Попивода
10. Милан П. Ракочевић
11. Весна Ристовски
12. Слободан Савић
13. Срђан Симановић
14. Миомир Славковић
15. Томислав Тодоровић
16. Сава Халугин
17. Катарина Зарић
18. Александар-Лека Младеновић
19. Биљана Шево

### Сликарство
1. Иван Гундић
2. Гига-Диле Ђурагић
3. Милорад Степанов
4. Зоран Таировић
5. Слободан Парежанин
6. Драган Матић
7. Ванчо Христов

#### Графика
1. Цветан Димовски
2. Милан Матавуљ
3. Марија Немет-Деак
4. Дивна Стефановић-Тилић
5. Павел Чањи

#### Вајарство и цртеж
1. Слободан Бодулић
2. Небојша Станковић
3. Милун Шиљковић
4. Љубомир Вучинић

### УЛУК

#### Сликарство
1. Миша Алексић
2. Петар Ђуза
3. Веселин Рајовић
4. Љубиша Танасковић
5. Хилмија Ћатовић
6. Ермин Ћатовић

#### Графика, вајарство и цртеж
1. Зоран Фуруновић
2. Зорица Фуруновић-Ристић
3. Светомир-Басара Арсић
4. Зоран Каралејић
5. Зоран-Добротин Јовановић

### УЛУЦГ

#### Сликарство
1. Анђелко Арнаутовић
2. Анастасија Брајовић
3. Драгољуб-Бато Брајовић
4. Срђа Вукчевић
5. Веско Гаговић
6. Веселин Ђуровић
7. Филип Јанковић
8. Драган Караџић
9. Ђуро Лубарда
10. Ђерђ Ноц Мартини
11. Добросав-Мишко Мрдак
12. Џевдет Никочевић
13. Томо Павићевић
14. Василиса Радојевић
15. Милован-Мики Радуловић
16. Никица Раичевић
17. Бане Секулић
18. Јелка Шушовић

#### Графика и вајарство
1. Анка Бурић
2. Предраг Милачић